# Balkanatolia

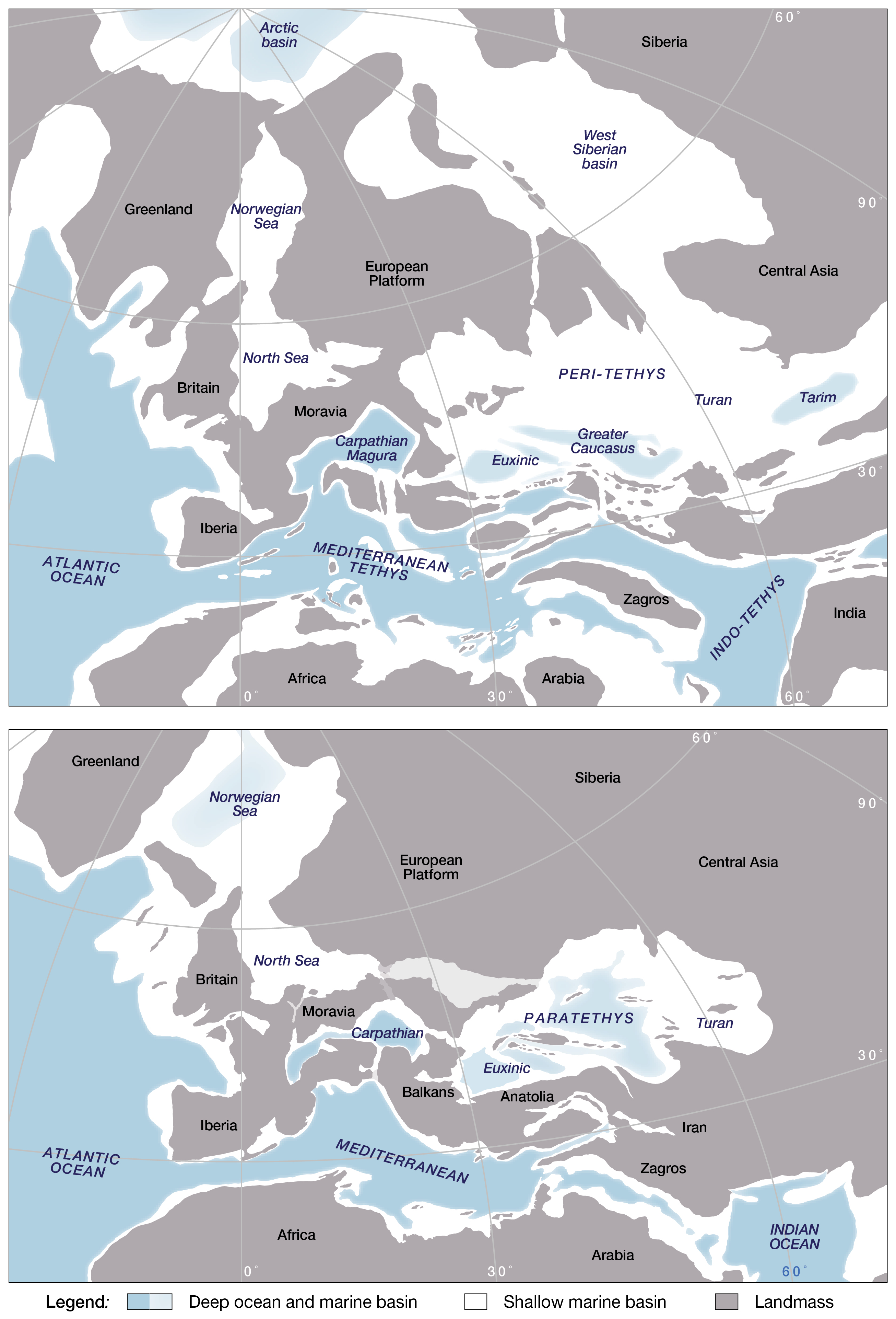
Reorganizarea paleogeografică a regiunii Tethys-Paratethys în timpul Paleogenului (66 – 23,03 Ma î.e.n), de la o configurație Tethys conectată în timpul Eocenului (56 – 33.9 Ma î.e.n) timpuriu (a) la o configurație fragmentată și restrânsă a regiunii Paratethys în timpul Oligocenului (33.9 – 23 Ma î.e.n).

Balkanatolia (sau Balcanatolia) reprezintă o regiune paleo-biogeografică postulată a fi la nivelul segmentelor estic și central ale limitei Oceanului Tethys. În timpul Eocenului (56 – 33.9 Ma î.e.n) timpuriu și mijlociu, teritoriul respectiv care includea la vest regiunea alpină și la est Caucazul Mic a fost izolat de Eurasia continentală formând o masă continentală cu topografie joasă, oscilând între arhipelag și paleocontinent⁠(en)[traduceți]-insulă în funcție de nivelul mării. Acesta a avut atât perioade de coborâre cât și de ridicare cvasicompletă în raport cu nivelul mării, în arealul său prosperând mamiferele preexistente arhaice. Drept efect, al izolării, în cea mai mare parte a Eocenului arealul a fost caracterizat de un marcat endemism al mamiferelor și de schimburi foarte limitate cu Asia.
Ca urmare atât a scăderii globale a nivelului eustatic al mării⁠(en)[traduceți], cât și a unei ascensiuni tectonice a fundului marin în zona de est a Anatoliei și în cea a Caucazului Mic, în perioada Eocenului mijlociu și târziu, a apărut un coridor terestru de-a lungul segmentului central al limitei Tethysului, de-a lungul căruia arealul balkanatolian a fost colonizat în Bartonianul⁠(en)[traduceți] târziu de mamifere ungulate și rozătoare asiatice, fie saltator de la o insulă la alta, fie în timpul perioadelor de emergență cvasicompletă deasupra nivelului mării. Colonizarea respectivă s-a făcut rapid, mamiferele endemice fiind înlocuite prin prădare sau competiție, ceea ce corespunde cu imaginea actuală a ecosistemelor insulare, ale căror taxoni endemici sunt foarte susceptibili în raport cu competiția invadatorilor.
Colonizarea cu mamifere asiatice a nivelat biogeografic teritoriul balkanatolian și a prefigurat cu 5-10 milioane de ani anterior, viitoarea dispersie a cladelor endemice asiatice în Europa de Vest din timpul extincției Eocen—Oligocen⁠(en)[traduceți] („Marea Pauză Eocen–Oligocen” – în franceză La Grande Coupure Éocène-Oligocène, 33.9 – 33.4 Ma î.e.n.), episod major de înlocuire a faunei din zona de vest a continentului european printr-un aflux de mai multe clade de mamifere asiatice. Acesta a apărut pe fondul debutului epocii glaciare cenozoice târzii⁠(en)[traduceți], respectiv a glaciațiunii Oi-1⁠(en)[traduceți] de acum 33,5 milioane de ani, episod de răcire globală asociat cu creșterea stratului de gheață și scăderea nivelului eustatic al mării.

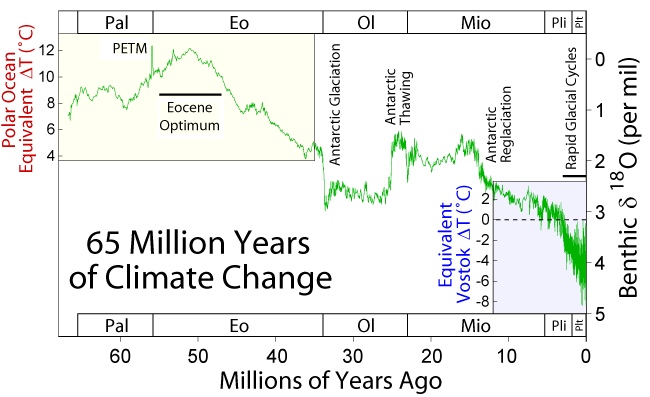
Schimbări climatice în ultimele 65 Ma.

Structurarea acestei rute de dispersie sudică se află încă în dezbatere, fiind neclare atât modul în care s-au conectat insulele individuale ale Balkanatoliei, cât și explicațiile compatibile cu dovezile privind existența unor ansambluri faunistice cu caracteristici individuale, diferite în zonele de est (Europa de Sud-Est) și respectiv de vest (Anatolia) ale acesteia, posibil fie în cadrul unui provincialism biogeografic, fie în cadrul unor etape temporale ale aceleiași provincii biogeografice (respectiv anterior și după stabilirea rutei de dispersie care a legat Balkanatolia de Asia).